# Cyphon thaleri
Cyphon thaleri es una especie de coleóptero de la familia Scirtidae.

## Distribución geográfica
Habita en Birmania.